# Archidona (España)
Archidona es un municipio español de la provincia de Málaga, en la comunidad autónoma de Andalucía. Es el centro de la Comarca Nororiental de Málaga y la cabecera del partido judicial que lleva su nombre. Obtuvo el título de ciudad en 1901.
Su término municipal ocupa una superficie de 187 km² que se extienden por el confín oriental de la depresión de Antequera. La ciudad está ubicada, en la falda de la sierra de Archidona. Con 8858 habitantes, Archidona es el municipio más poblado de la comarca. La población se concentra en el núcleo urbano principal homónimo, también pertenecen los núcleos menores de Salinas, Estación de Archidona y Huertas del Río.
Hallazgos arqueológicos constatan la presencia de pobladores en la zona desde el Paleolítico Inferior. Los asentamientos permanentes más antiguos corresponden a Escua, fundada por fenicios, y Ulisis, habitada por túrdulos y romanos. Durante la época musulmana, Medina Arxiduna alcanza notoriedad al convertirse en capital de la Cora de Rayya. En su alcazaba fue proclamado emir Abderramán I en 756, dando paso a la instauración del Emirato de Córdoba en al-Ándalus. Tras la conquista cristiana en 1462, la villa permaneció bajo la jurisdicción señorial de la Casa de Osuna.
La ciudad fue declarada conjunto histórico-artístico en 1980 por su patrimonio urbanístico y arquitectónico barroco. El municipio alberga varios yacimientos arqueológicos de distintas épocas y zonas de interés ecológico como son la reserva natural de las lagunas de Archidona y la hoz de Marín. Además, es la sede de la Muestra de cine andaluz y del Mediterráneo. Es de destacar y recomendable la visita a su Plaza Ochavada, formada por un polígono realizado mediante arcadas de gran belleza.

## Geografía

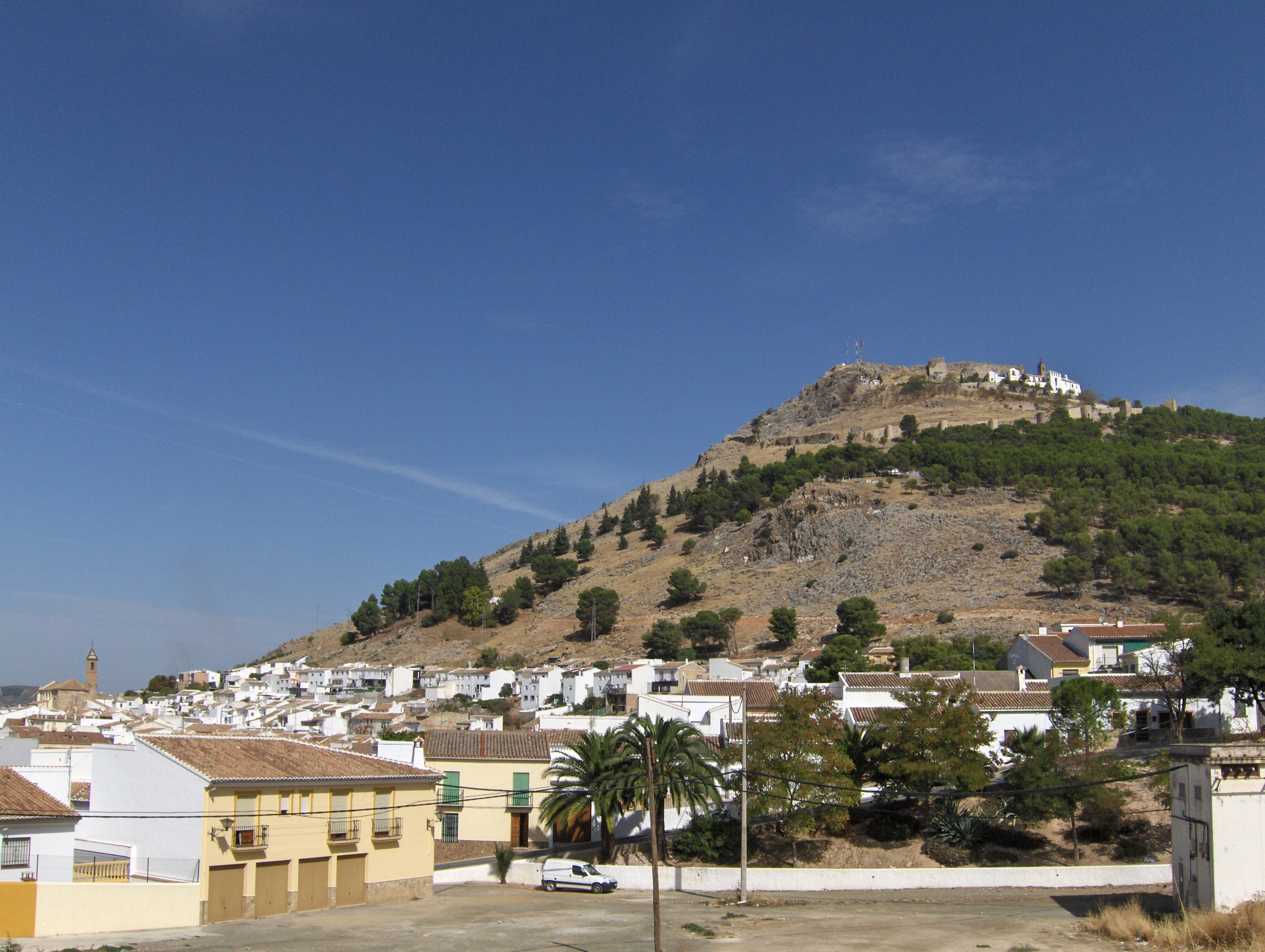
Vista de Archidona con la torre de la iglesia de Santa Ana a la izquierda y las murallas y la ermita de la Virgen de Gracia a la derecha.

El municipio de Archidona está situado al nordeste de la provincia. El término municipal ocupa una superficie de 187 km² que se extienden por la zona más oriental de la provincia de Málaga, antes de adentrarse en la depresión de Loja, que a su vez da paso a la Vega de Granada siguiendo la sucesión de hoyas que forman el denominado Surco Intrabético. Ocupa buena parte de la denominada depresión de Antequera, en la que se distinguen tres áreas: el pasillo de las Villanuevas, por donde discurre el río Guadalhorce; el pasillo de río Frío; y la sierra de Archidona. Esta sierra, a su vez, se compone de varias sierras menores, e incluye unos de los puntos más altos del término municipal, el pico del Conjuro (1014 metros), muy cerca de la ciudad. Todo el término municipal se encuentra dentro del ámbito de la cordillera Subbética y está compuesto de materiales sedimentarios de ambiente marino pelágico, calcíticos, calizas, dolomías, radiolaritas, margas, arcillas y yesos principalmente.
La altitud oscila entre los 1024 metros en la sierra del Pedroso, en el límite con Villanueva de Tapia, y los 480 metros a orillas del río Guadalhorce.  El casco urbano se alza a 683 metros sobre el nivel del mar. 

### Situación
Limita al norte con los municipios de Villanueva de Algaidas y Villanueva de Tapia; al sur con Villanueva del Trabuco y Villanueva del Rosario; al oeste con el término municipal de Antequera; y al este, con el municipio de Loja, en la provincia de Granada.
| Noroeste: Antequera | Norte: Villanueva de Algaidas                        | Nordeste: Villanueva de Tapia |
| Oeste: Antequera    |                                                      | Este: Loja (Granada)          |
| Suroeste: Antequera | Sur: Villanueva del Rosario y Villanueva del Trabuco | Sureste: Loja (Granada)       |

### Red geodésica
| Punto geodésico | Altitud  | Número | Hoja MTN | Coordenadas                               |
| --------------- | -------- | ------ | -------- | ----------------------------------------- |
| Arca            | 947,698  | 102418 | 1024     | 37°08′57″N 4°27′04″O / 37.14917, -4.45111 |
| Pedroso         | 1023,354 | 100740 | 1007     | 37°10′07″N 4°21′27″O / 37.16861, -4.35750 |
| Conjuro         | 1013,654 | 102446 | 1024     | 37°06′07″N 4°22′41″O / 37.10194, -4.37806 |

### Urbanismo

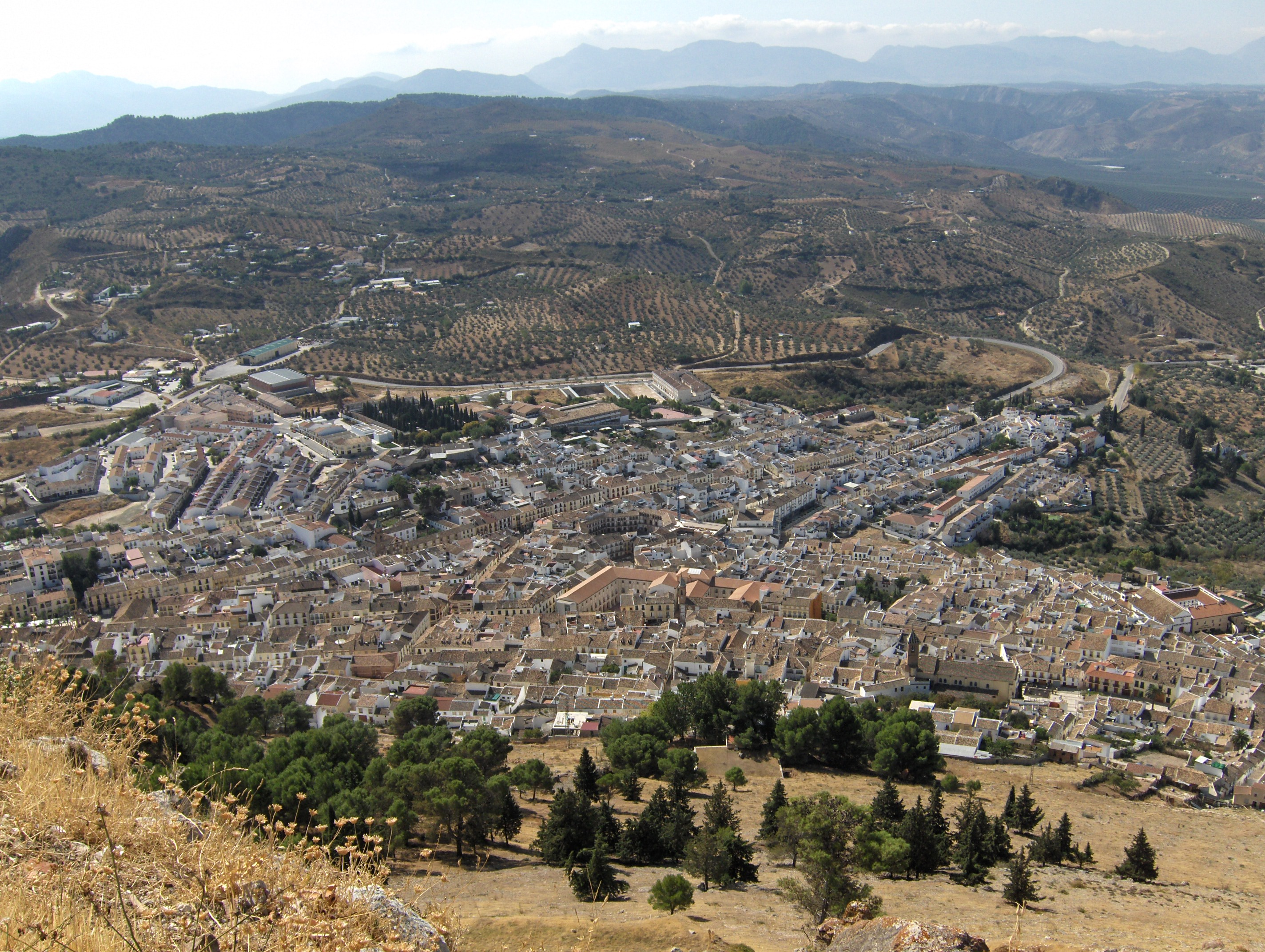
Vista del casco antiguo desde el castillo. Al fondo, las montañas del Arco Calizo Central Malagueño.

El núcleo urbano principal se ubica en la falda de la sierra de Gracia y tiene una disposición lineal, resultado del crecimiento urbanístico a lo largo de los caminos principales de comunicación, entre los que se desarrolla una red de pequeñas y estrechas calles perpendiculares, a menudo con fuertes pendientes y escalinatas. El casco antiguo se ubica entre las calles Nueva y Carrera y las plazas de la Victoria y Ochavada. Al sur del centro se extienden los barrios de El Ejido y San Antonio, surgidos en el siglo XIX y principios del siglo XX. Al este, en la zona del Llano de Juan de Jaén, se encuentra la parte más moderna de la ciudad, con calles anchas y urbanizaciones de viviendas unifamiliares que se extienden hasta el polígono industrial.

### Clima
El clima de Archidona es de tipo mediterráneo con tendencia a la continentalización. La temperatura media de las mínimas absolutas en el mes más frío oscila entre los -10 °C y los -2,5 °C, siendo la temperatura media del mes más frío de 2,7 °C. Por el contrario, la temperatura media del mes más cálido se sitúa en torno a los 32,5 °C. La temperatura media de todo el año son 15 °C.
Las precipitaciones alcanzan los 400 l/m², mientras que las horas de sol anuales suman 2700.

### Hidrografía
Los principales ríos son el Guadalhorce y su afluente, el arroyo Marín. El municipio se sitúa entre dos cuencas: la del Guadalhorce, y la del Genil, a la que pertenece sólo una mínima parte del mismo. Los restantes cursos de agua son insignificantes debido a la escasez de precipitaciones, por lo que es el Guadalhorce la fuente hídrica más importante. El municipio también abarca una zona endorreica, las Lagunas de Archidona.

### Flora y fauna
En la antigüedad, el territorio de Archidona estaba cubierto por un denso encinar acompañado por un sotobosque formado por escaramujos, madreselvas y clemátides, entre otras especies. En la actualidad, la superficie no cultivada supone 5622 ha, es decir, el 32,38 % del término municipal. Se conservan masas forestales de encinar y de pinares autóctonos y de repoblación (parque periurbano Sierra de Gracia y Hoz de Marín) y encinares adehesados. El matorral mediterráneo está muy presente, con especies como el lentisco, el torvisco, el romero, el tomillo, el acebuche, el esparto, etc. De la fauna del municipio destacan las aves, especialmente las anátidas y las pequeñas rapaces, así como la liebre ibérica. También están presentes otros mamíferos como la cabra montés, el zorro, el tejón, la garduña, el jabalí, la nutria, etc.
La Reserva Natural Lagunas de Archidona constituye un importante espacio por su singularidad, ya que son las únicas lagunas de origen kárstico de toda Andalucía. Están situadas en una zona poco accesible, con vegetación natural y son punto de atracción de aves en años especialmente desfavorables por escasez de lluvias. La laguna Grande es permanente y de unos 10 m de profundidad y aguas mineralizadas pero dulces. Alberga especies de anfibios que precisan aguas dulces para su desarrollo larvario y reptiles como el galápago leproso y la culebra de agua, poco resistentes a la salinidad, así como algunas especies de peces, como los barbos. En contraste, la laguna Chica es semipermanente y de aguas salinas. La vegetación perilagunar es notable por el tamaño que alcanzan los pies de Scirpus holoschoenus y las matas de Phragmites australis y de Arundo donax.

## Historia

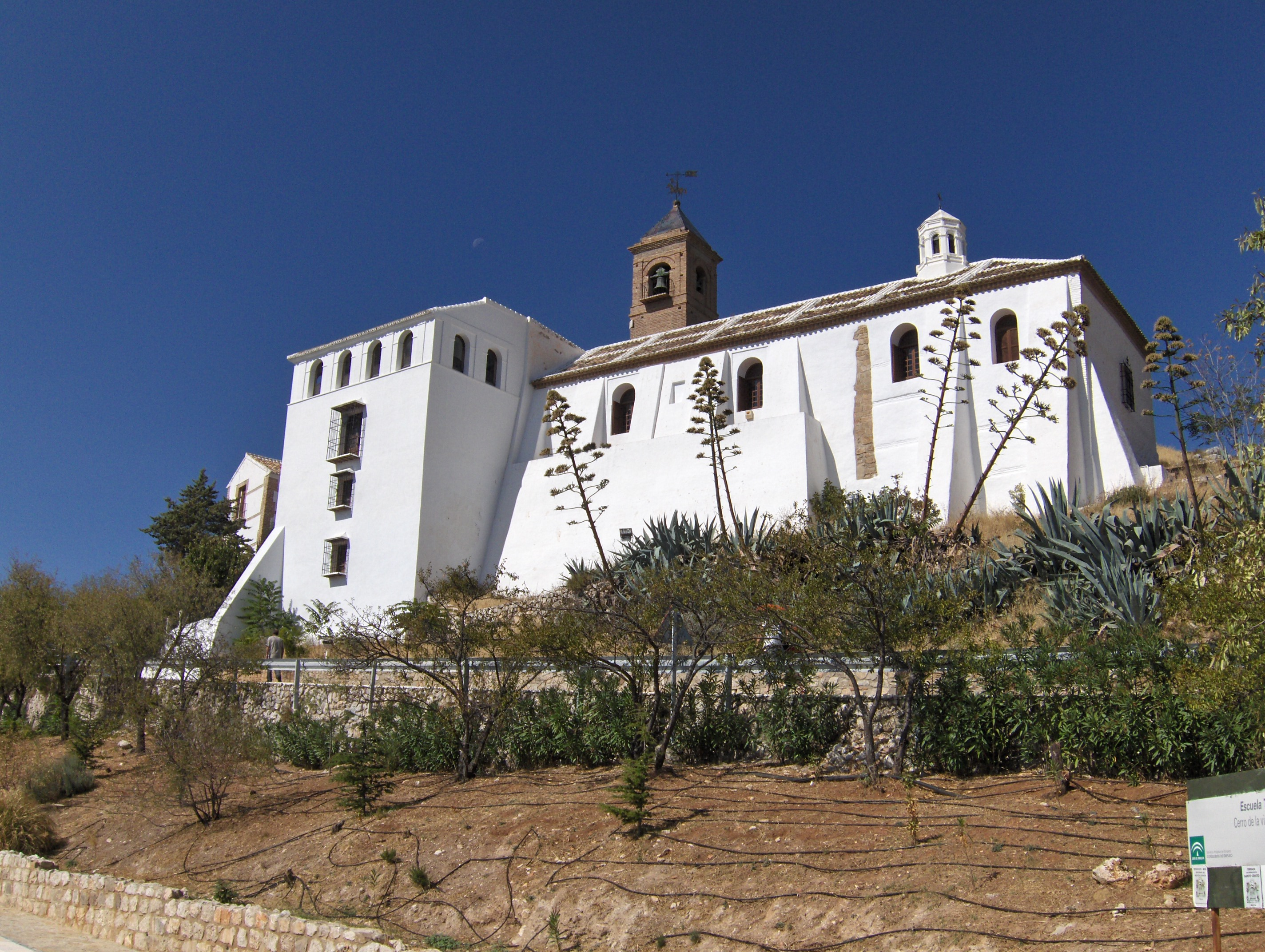
Ermita de la Virgen de Gracia.

### Topónimo
Existen distintas hipótesis sobre el origen etimológico del término Archidona. Se ha apuntado a un origen latino, de la expresión Arx Domina o Arcis Domina, que significa "señora de las alturas", pero no se han encontrado pruebas que lo constaten.

### Prehistoria
Los restos arqueológicos encontrados en el municipio, constatan la existencia de pobladores en la zona desde el Paleolítico Inferior, según apuntan algunos utensilios de piedra encontrados. Más abundantes son los restos del Paleolítico Medio de la cueva de Las Grajas, pertenecientes a la cultura musteriense, que sugieren la existencia de grupos de cazadores-recolectores, probablemente Neandertales. También se ha hallado útiles de piedra pulimentada, datados en el Neolítico, como hachas, azuelas y afiladeras, así como fragmentos de cerámica y una serie de tumbas y cuevas artificiales de la Edad del Bronce.

### Edad Antigua
Pertenecen a esta era varios recintos fortificados detectados en las zonas de La Hoya, Las Capacheras y Cortijo Catalán, lugares en los que también han aparecido fragmentos de ánforas ibero-púnicas y monedas hispano-cartaginesas.

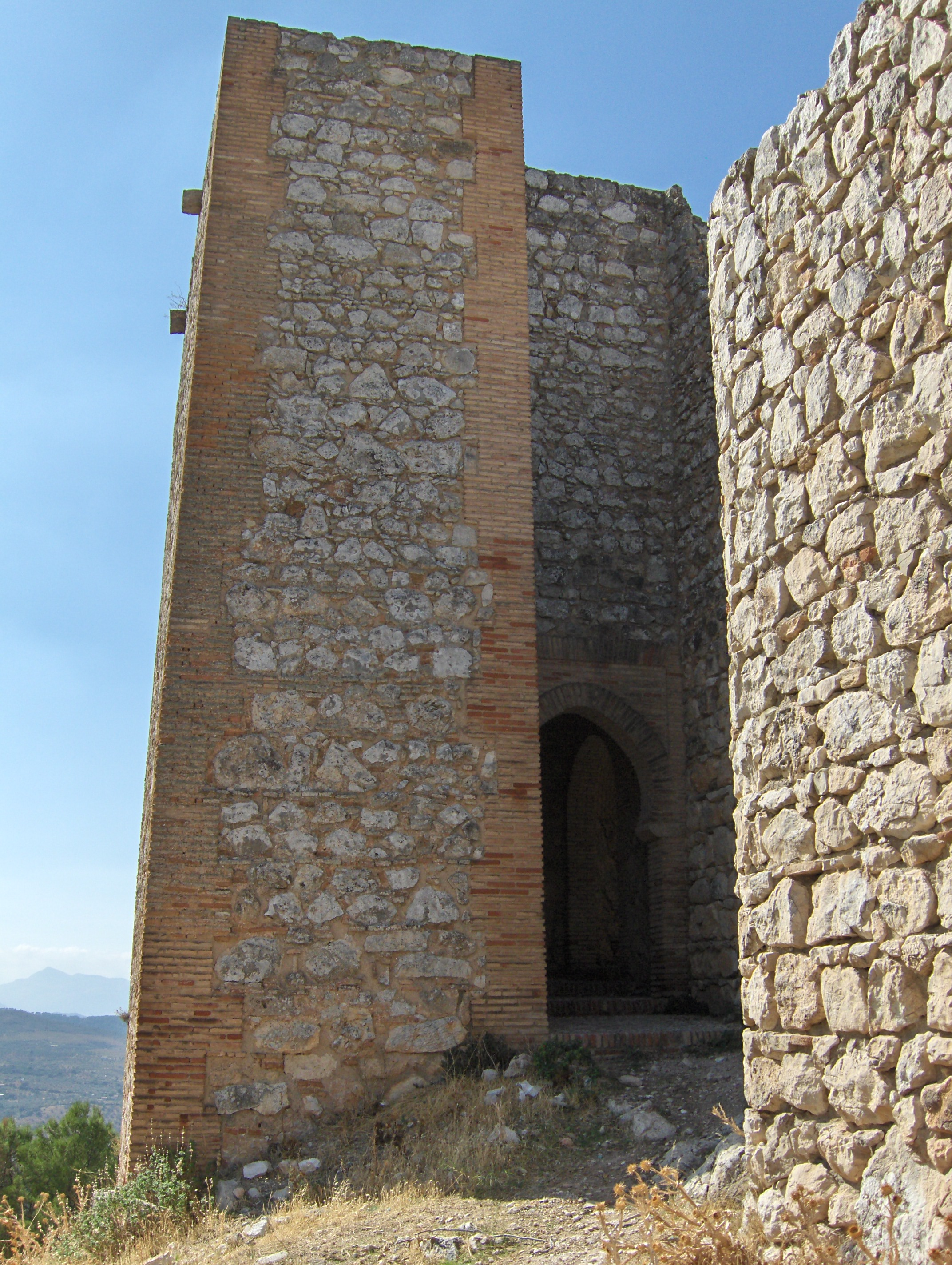
Restos de la muralla de Archidona.

Fueron los fenicios los que fundaron la ciudad de Escua u Oscua (que en lengua púnica significa "cabeza principal") en el lugar donde hoy se asienta la ciudad de Archidona. Una vez sólidamente asentados en la costa, los fenicios realizaron incursiones en el interior y comenzaron la construcción de las murallas, que más adelante serían completadas por cartagineses, romanos y árabes.
Durante la ocupación romana de Hispania, Archidona perteneció a la demarcación del Conventus Astigitanus, con sede en la actual Écija, que a su vez pertenecía la provincia de la Baetica. Durante esta época la localidad experimenta un gran crecimiento, pero en las invasiones germánicas de la península ibérica y el desmoronamiento del Imperio romano los vándalos destruyeron las murallas y el lugar quedó desolado.

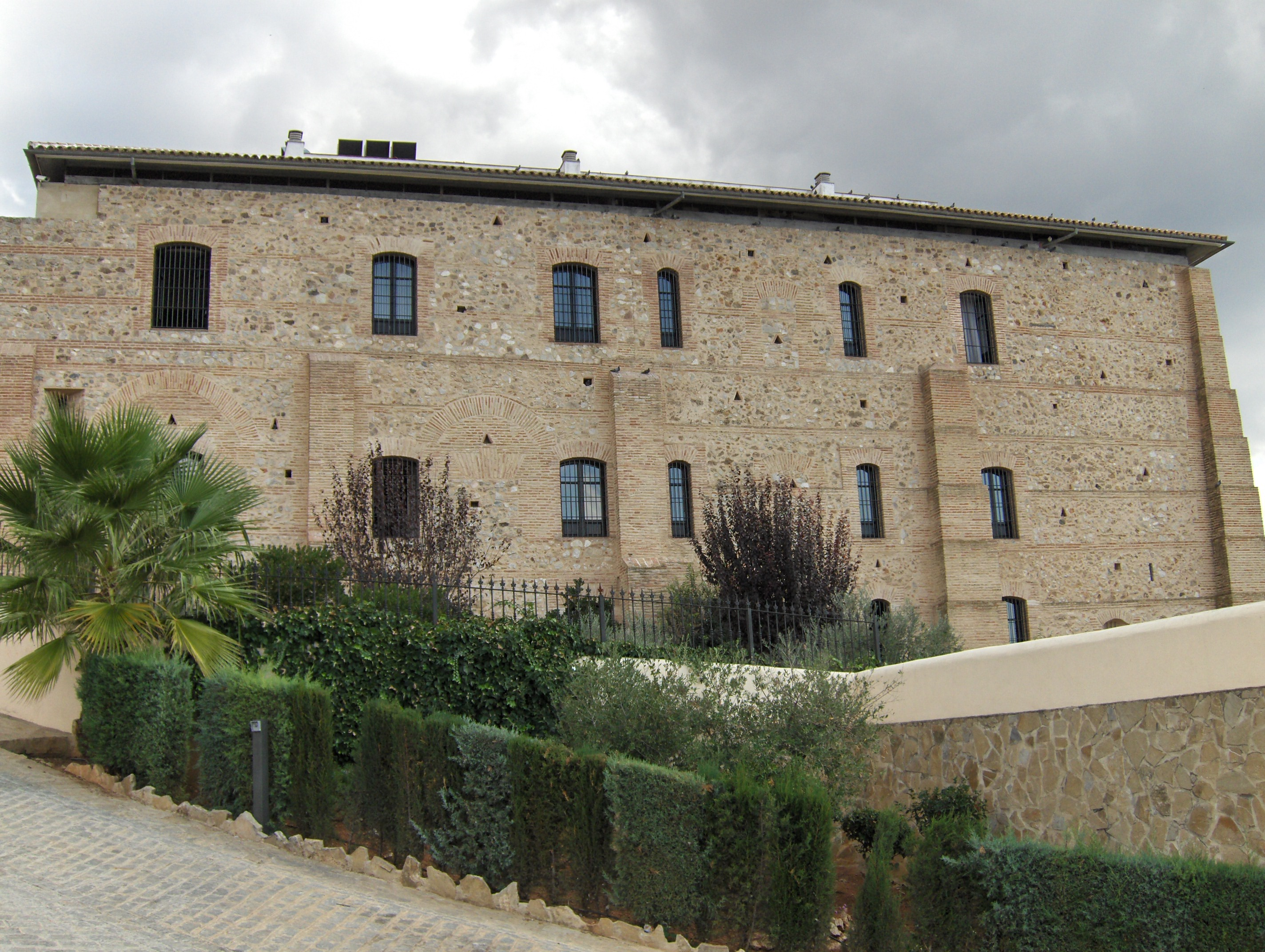
Fachada trasera del renacentista Convento de Santo Domingo. Fundado por el conde de Ureña en 1531.

Reino de Sevilla de la Corona de Castilla. En amarillo, las tierras del Ducado de Osuna, al que perteneció el Señorío de Archidona, el territorio más oriental del reino.

### Edad Media
Archidona, llamada por los árabes Medina Arxiduna, Arxiduna y Hadhira Arxiduna, fue un importante centro musulmán, capital de la Cora de Rayya, que incluía la mayor parte de la actual provincia de Málaga. En su alcazaba fue proclamado emir Abderramán I en 756, dando comienzo al Emirato independiente de Córdoba. Fue conquistada por el muladí Omar ibn Hafsún varias veces, siendo reconquistado por Abderramán III en el año 907. Y en el siglo XI, tras los disturbios y enfrentamientos entre los califas de Córdoba y los reinos de taifas, Archidona queda destruida casi por completo y no sería hasta 1238 cuando, una vez integrada en el reino nazarí de Granada, la ciudad experimenta de nuevo un crecimiento económico. 
El día 29 de agosto de 1326, durante el reinado de Alfonso XI de Castilla, las tropas castellanas a las órdenes del célebre escritor Don Juan Manuel, nieto del rey Fernando III de Castilla, derrotaron a los musulmanes en la batalla de Guadalhorce, donde murieron unos 3000 musulmanes. Y según algunos autores dicha batalla se libró en la vega de Archidona, aunque otros afirman que ocurrió en las cercanías de Teba y en el curso alto del río Guadalhorce. Y desde principios del siglo XIV, Archidona se ve sometida a constantes saqueos y rapiñas por parte de los ejércitos cristianos, especialmente frecuentes a partir de la conquista de la vecina ciudad de Antequera en 1410, cuyos habitantes se trasladan en gran número a Archidona.
Tras varios intentos infructuosos, la plaza cae finalmente a manos de Pedro Girón, maestre de la Orden de Calatrava, en 1462. Al año siguiente la villa es entregada al hijo del conquistador, Alfonso Téllez Girón de las Casas, por el rey Enrique IV de Castilla. Dada la proximidad con los restantes territorios aún en manos del Reino nazarí de Granada, Archidona fue utilizada tras su conquista como base de operaciones de otras campañas, notablemente, la campaña de Vélez-Málaga en 1487, en la que participó el rey Fernando el Católico. Con el nuevo orden establecido, la villa va a permanecer bajo la jurisdicción señorial de la Casa de Osuna.

### Edad Moderna
La ciudad original, llamada Villa Alta, estaba enclavada en la cima de la sierra, rodeada de murallas, pero el continuo crecimiento de la población obligó a sus habitantes a trasladarse a la Villa Baja o Arrabal, donde se sitúa la actual Archidona, llegando a existir, durante algún tiempo, dos poblaciones con el mismo nombre.
Durante este periodo se genera gran parte del patrimonio histórico-artístico del municipio. En 1519 se levanta la iglesia de Santa Ana, en estilo gótico tardío, a la que siguen otras grandes obras de arquitectura religiosa manierista y barroca, acompañada de notables esculturas, así como obras civiles como la plaza Ochavada, del siglo XVIII.

### Edad Contemporánea
Entre 1802 y 1830 varias hijas del gobernador Luis de Unzaga y Amézaga se unirán con influyentes familias de Archidona como los Cárdenas, Sánchez-lafuente, etc. Dicho gobernador Unzaga y su esposa Isabel Saint Maxent fueron los creadores del primer sistema  educativo público bilingüe del mundo en Nueva Orleans y promotores de las primeras ayudas a Estados Unidos para lograr su nacimiento. Esta ilustrada y afrancesada familia, cuñados del virrey Bernardo de Gálvez en febrero de 1810 le dieron la bienvenida al rey José I Bonaparte, siendo así, por el carácter ilustrado de Archidona, la primera ciudad de la provincia de Málaga en dar la entrada a las tropas francesas, con la esperanza de modernizar España. En 1831 el nacido en Archidona Juan Cárdenas Unzaga, nieto de Luis de Unzaga y Amézaga, ayudará a su tío Francisco Unzaga Saint Maxent, presidente de la Junta Liberal, al general Torrijos, por ello será condenado y en 1832 perdonado por la regenta María Cristina. En 1833, con el Real Decreto de 30 de noviembre, se suprimió el reino de Sevilla. A partir de ese momento, Archidona se integra en la actual Provincia de Málaga, tras 371 años de pertenencia al reino de Sevilla, desde 1462.   
En 1850, Juan Cárdenas Unzaga será elegido diputado por Archidona, más adelante llegará a ser gobernador provincial y desde dichos cargos tratará de fomentar la educación a Archidona y otras comarcas del centro de Andalucía. 
Durante el siglo XIX Archidona experimenta una importante reducción de su territorio municipal, debido al establecimiento de municipios independientes en torno a varios núcleos de población: las llamadas Villas Nuevas. Ya a mediados del siglo XVI se había segregado la población de El Entredicho, que pasó a denominarse Villa Nueva de Tapia, en honor a Pedro de Tapia, quien obtuvo la jurisdicción del partido. Siguiendo este ejemplo, en el siglo XIX, se segregan: la población de la Puebla del Saucedo, que se convirtió en Villa Nueva del Rosario; Puebla del Trabuco, que pasa a denominarse Villa Nueva del Trabuco; y el Partido de Algaidas, que pasa a llamarse Villa Nueva de Algaidas.
Al estallido de la guerra civil española en julio de 1936, Archidona, junto con Loja, fue tomada por milicianos del bando republicano el 24 de julio, pero a mediados de agosto del mismo año es capturada junto con otras localidades del norte de la provincia de Málaga por el bando sublevado. Archidona es uno de los lugares de la provincia con mayor número de fusilados enterrados en fosas comunes, de los que se han contabilizado 125 hasta el año 2007.
En 1901 se le concedió el título de ciudad y en 1980 se declaró conjunto histórico artístico.

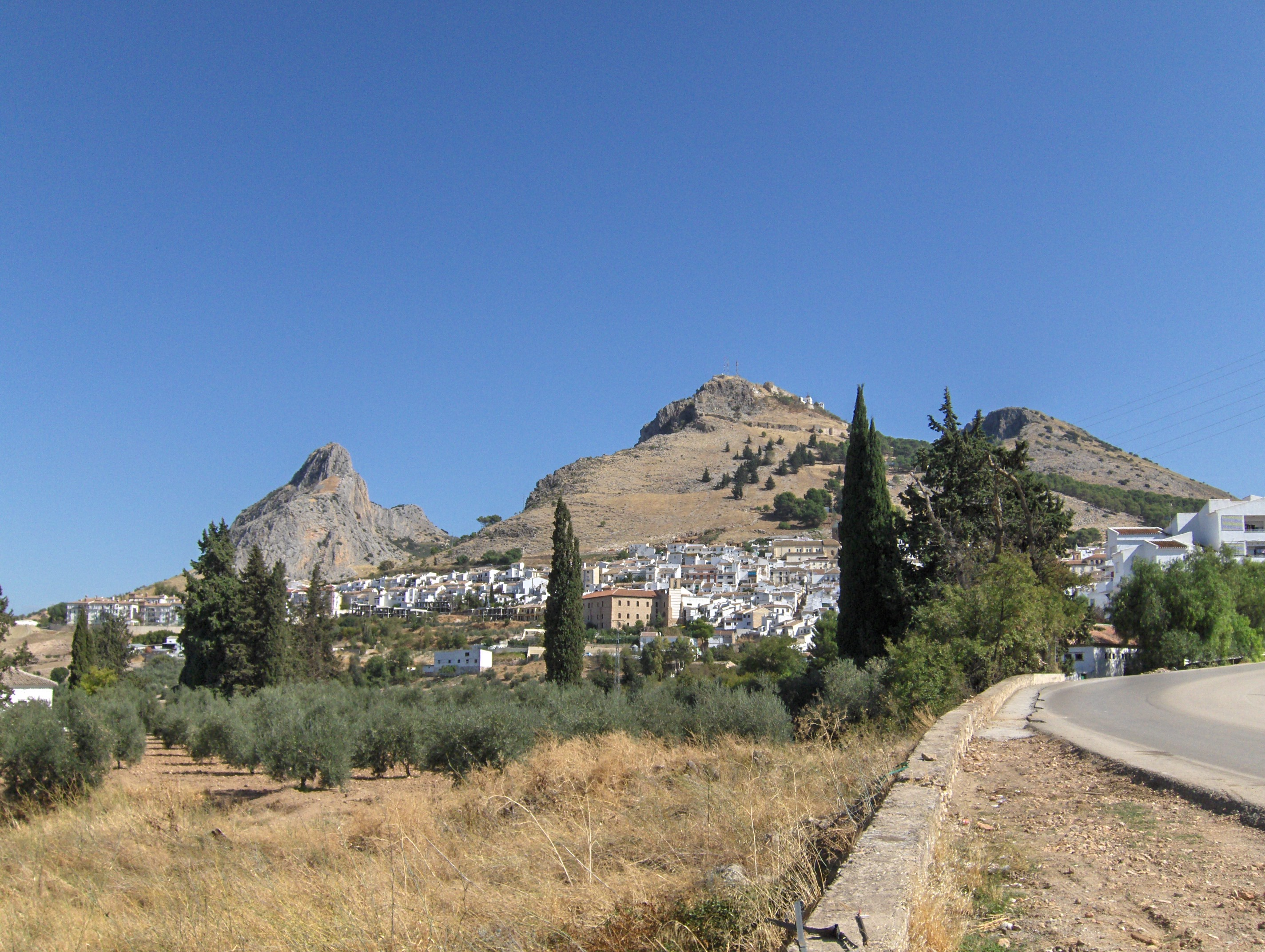
Vista general de Archidona.

## Geografía humana

### Demografía
Cuenta con una población de 8042 habitantes (INE 2024).
| Gráfica de evolución demográfica de Archidona entre 1842 y 2021 |
| |
| Población de derecho según los censos de población del INE Población de hecho según los censos de población del INEEntre el censo de 1857 y el anterior, disminuye el término del municipio porque independiza a 29095 (Villanueva de Algaidas) y 29097 (Villanueva del Trabuco) |

Pese a inscribirse en una zona agrícola rica, Archidona ofrece un comportamiento demográfico muy similar al de la mayoría de la Andalucía rural, afectada por el proceso migratorio de los años 1960 y 1970, incapaz de compensarse con el fuerte crecimiento vegetativo de esos años. No obstante, la incidencia del proceso nunca llegó a las cotas de otros espacios más marginados como las áreas de montaña.
En general, la población se caracteriza por el envejecimiento producido por una tasa de natalidad muy baja y una tasa de mortalidad parecida. El número de extranjeros contabilizados en 2008 era de 519, siendo el mayor grupo los ciudadanos del Reino Unido, que representan el 23,5 % del total de extranjeros.

### Núcleos de población
Archidona comprende cuatro núcleos o entidades de población. El nivel de concentración de la población en el núcleo principal, Archidona, es del 86,29 % con 7708 habitantes. Las otras tres entidades singulares se reparten casi todo el resto de la población, de acuerdo con la tabla adjunta. El poblamiento en diseminado se distribuye en viviendas aisladas tradicionales como caseríos y cortijadas y pequeñas agrupaciones de viviendas ligadas a la explotación de fincas.

### Economía

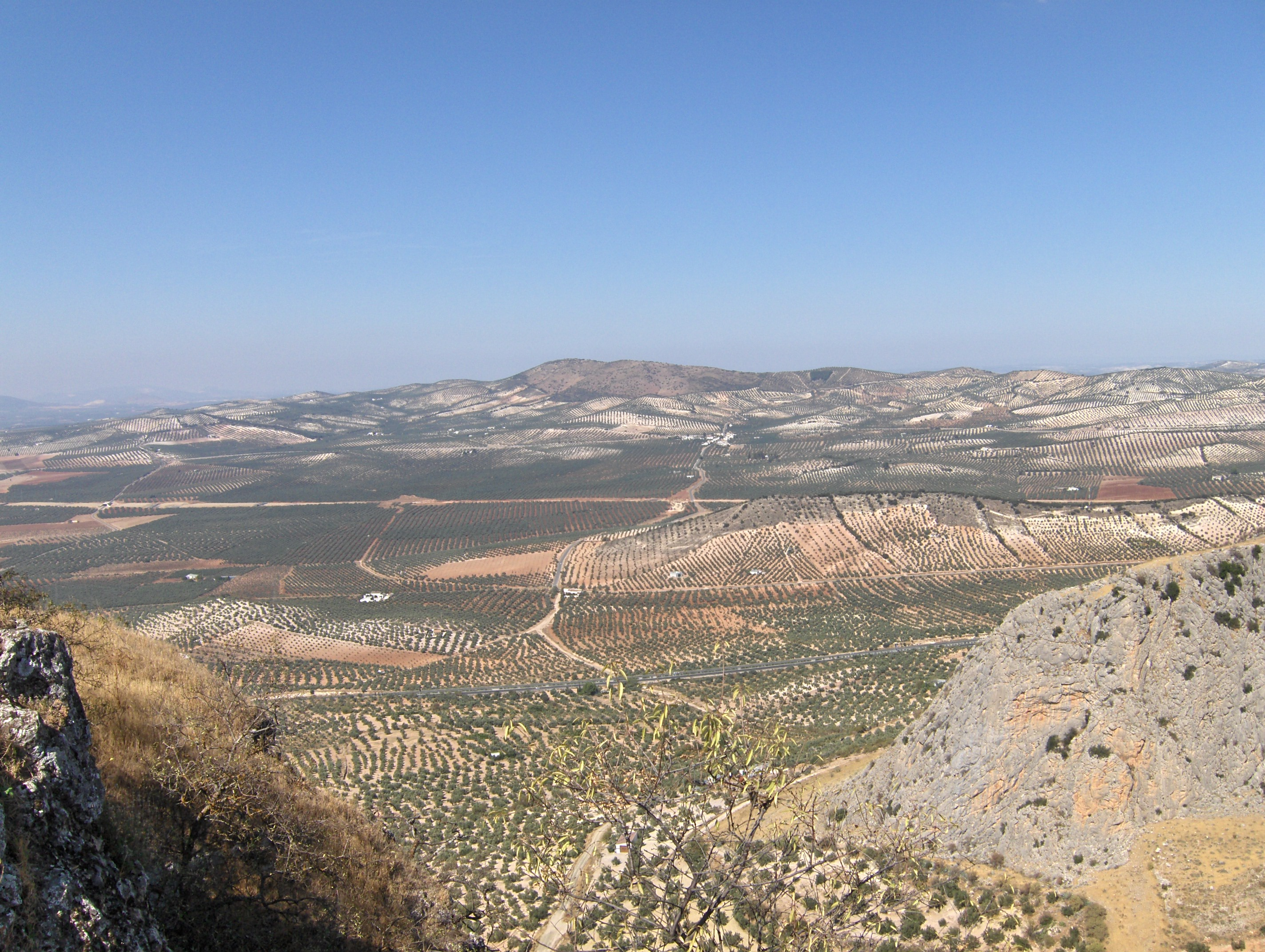
Olivares en Archidona.

Archidona es un municipio eminentemente agrícola. Aunque el peso de las actividades agropecuarias en la economía local viene decayendo desde el último tercio del siglo XX, la estructura productiva archidonesa continúa estando dominada por el sector primario. Gran parte de la superficie municipal ha sido convertida en tierra de labor, especialmente en olivares. Según el censo agrario de 1989, en Archidona, de las 17 356 ha censadas, el 40,03 % correspondían a olivar y el 25,25 % a los herbáceos, sobre todo trigo y avena. También se contabilizaron 8 ha de viñedo y 396 de frutales. La ganadería es una actividad modesta en el municipio. Las mayores cabañas son las de ovinos y caprinos, con entre 400 y 500 cabezas cada una.

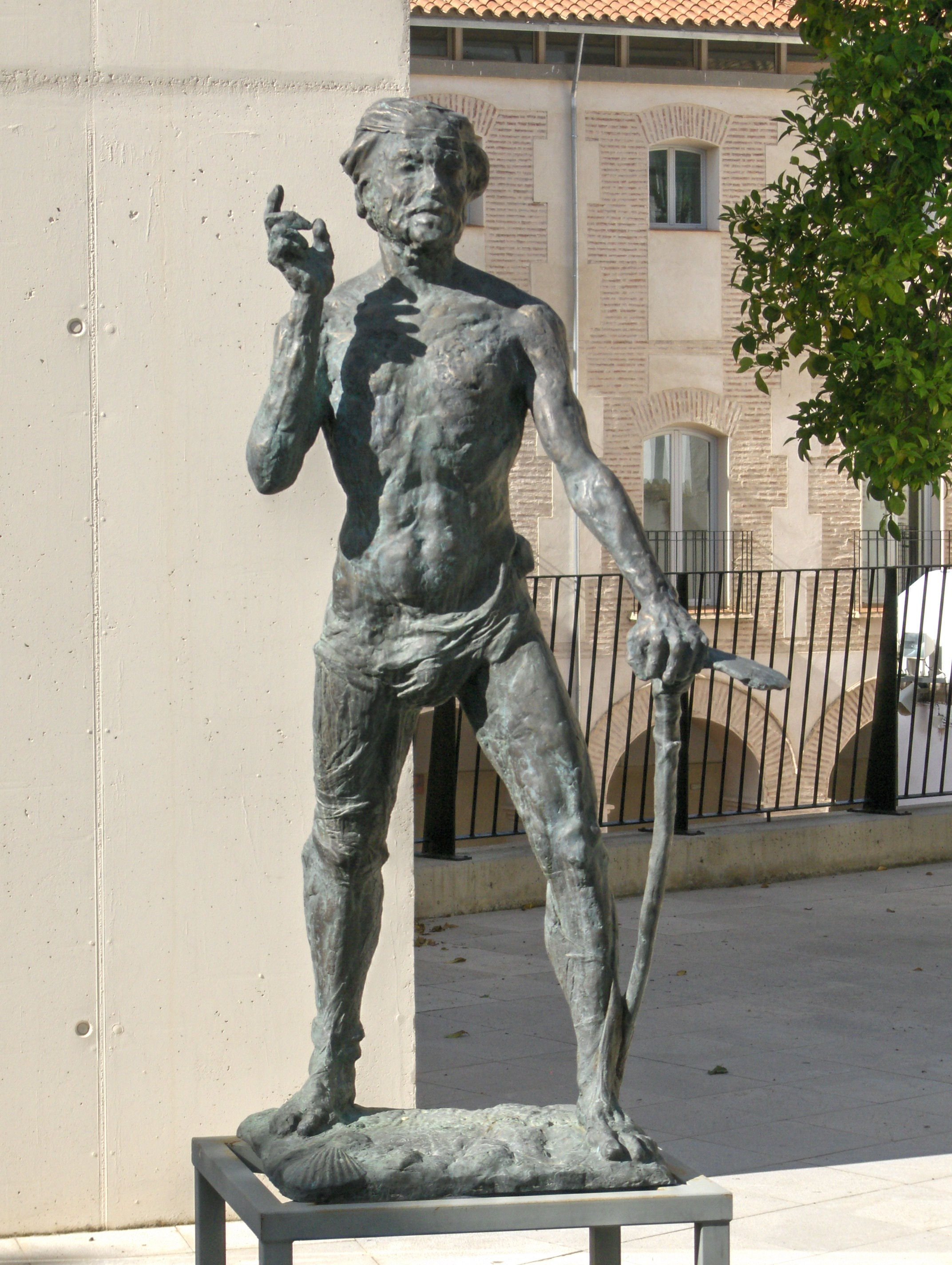
Monumento al jornalero, situado en el Instituto de Enseñanza Secundaria Luis Barahona de Soto.

Sin embargo, sólo un reducido grupo de grandes propietarios puede vivir exclusivamente de la producción agropecuaria, siendo muy frecuente para muchos trabajadores la dedicación a las labores del campo a tiempo parcial y la realización de otro trabajo, sobre todo en el sector de la construcción. Cabe señalar, además, que la agricultura en Archidona es una actividad subvencionada y que sobrevive en gran parte gracias a políticas como el Plan de Empleo Rural.
No obstante, también existe un pequeño sector industrial, basado en la transformación de alimentos, y editorial, con el establecimiento en la ciudad de Ediciones Aljibe, así como un incipiente sector servicios potenciado por la posición de la ciudad como capital comarcal, basado en actividades como la educación, la administración y sobre todo el comercio minorista. El índice de turismo, a pesar del significativo patrimonio histórico-artístico del municipio, es bajo, sobre todo en comparación con otros municipios de la provincia. La oferta hotelera se reduce a un hotel-escuela de cuatro estrellas, un hotel de tres estrellas, otro de dos estrellas y dos pensiones.
En lo referente a infraestructura energética, Archidona acoge dos huertos solares con una potencia de 8,3 megavatios, que generan energía eléctrica para abastecer a unas 2000 viviendas. Además, está en construcción una planta de biomasa de Iberdrola Renovables, que tendrá una potencia de 15 megavatios para generar una producción anual de 117 millones de kWh. Esta planta funcionará con combustible de residuos forestales, madera y podas de olivo y jardín, y a ella se han opuesto tanto organizaciones ecologistas como vecinales. Tampoco han estado exentos de polémica otros dos grandes proyectos: la construcción del segundo centro penitenciario de la provincia de Málaga, que generará unos 700 puestos de trabajo, y un complejo de golf proyectado con 700 viviendas.

#### Evolución de la deuda viva municipal
El concepto de deuda viva contempla sólo las deudas con cajas y bancos relativas a créditos financieros, valores de renta fija y préstamos o créditos transferidos a terceros, excluyéndose, por tanto, la deuda comercial.
| Gráfica de evolución de la deuda viva del Ayuntamiento de Archidona entre 2008 y 2022                                  |
| |
| Deuda viva del Ayuntamiento de Archidona, en miles de euros, según datos del Ministerio de Hacienda y Función Pública. |

### Transporte y comunicaciones

#### Infraestructura ferroviaria
El término municipal alberga dos estaciones ferroviarias, Archidona y Salinas-Villanueva de Tapia, ambas pertenecientes a la línea Bobadilla-Granada. En la actualidad ambas estaciones están clausuradas y no tienen ningún uso. La futura línea de alta velocidad del Eje Ferroviario Transversal de Andalucía, que enlazará Sevilla con Granada, también atravesará el municipio, aunque no está prevista la construcción de ninguna estación en Archidona.

#### Red viaria

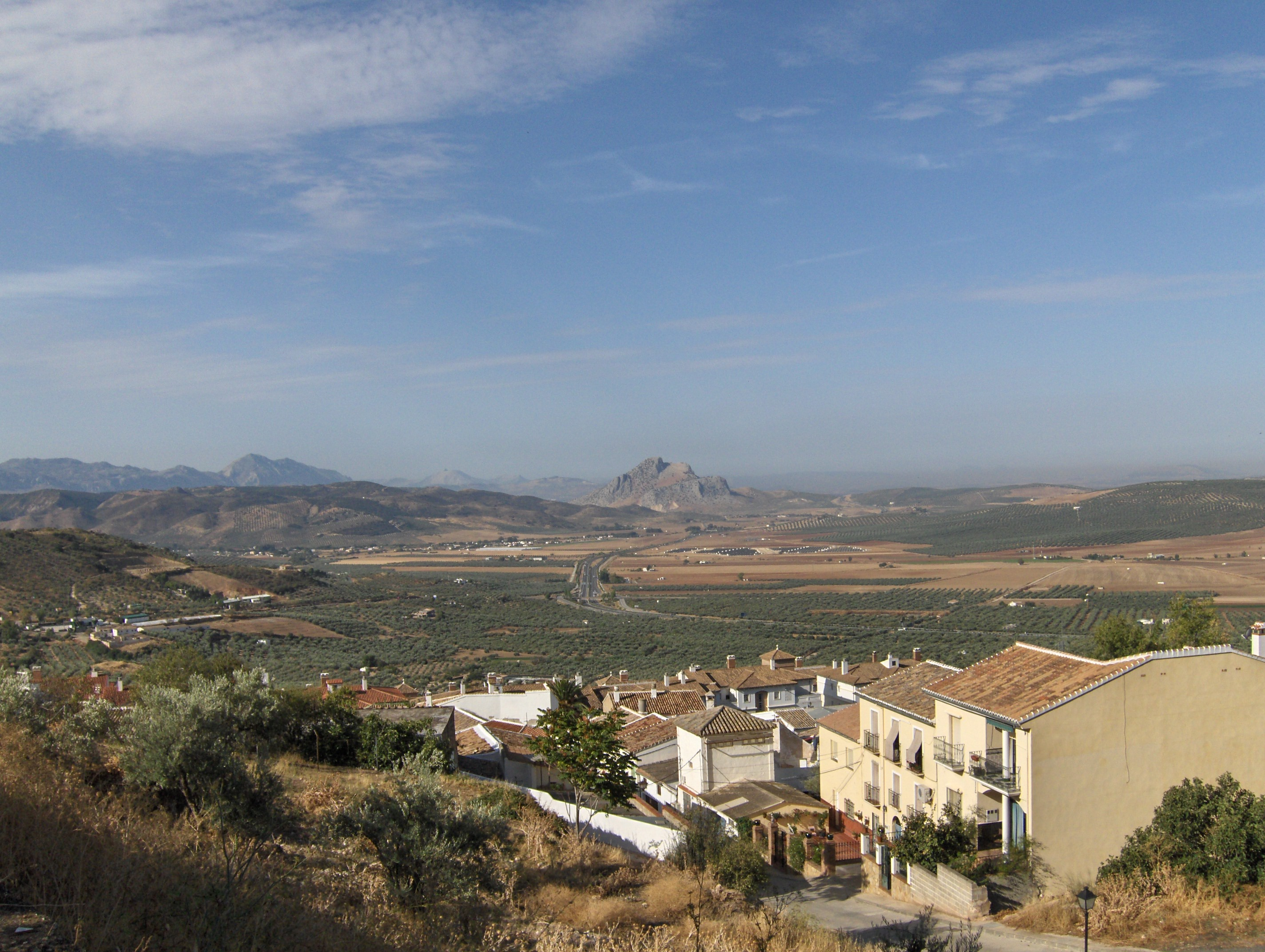
La A-92 atravesando la vega de Archidona. Al fondo, la Peña de los Enamorados.

En cuanto al tráfico rodado, la vía principal que atraviesa el municipio es la autovía A-92, principal eje viario transversal de Andalucía, que comunica a Archidona con Antequera y Sevilla, hacia el oeste, y con Loja y Granada, hacia el este. Desde esta vía, en dirección oeste, también se accede a la A-45, que enlaza con las ciudades de Córdoba y Málaga. Una segunda autovía, la A-92M, enlaza con la A-92 junto al núcleo de Salinas con el puerto de Las Pedrizas, acortando el recorrido entre la capital provincial y Archidona.[cita requerida]
El resto de la red viaria del municipio lo compone una serie de carreteras secundarias de menor capacidad que comunican a Archidona con las localidades vecinas de la comarca. Hacia el norte parte la A-7201 en dirección a Villanueva de Algaidas y Cuevas Bajas, a través de estación de Archidona; hacia el noroeste discurre la MA-5102, en dirección a Villanueva de Tapia; hacia el sur parte la A-7202, mediante la que se accede a Villanueva del Trabuco y, continuando por la A-7203, a Villanueva del Rosario; hacia el este discurre la A-7200 que une el núcleo principal del municipio con Huertas del Río; y hacia el noroeste parte la MA-5101, que une Archidona con las localidades de Cañadas de Pareja y Alameda. Finalmente, la A-333, enlaza el núcleo de Salinas con Villanueva de Tapia sin pasar por la ciudad de Archidona.[cita requerida]

#### Transporte público
La empresa que cubre el servicio de autobuses interurbanos entre Archidona y otras poblaciones es ALSA. Existen servicios diarios hacia las ciudades de Málaga, Antequera, Granada y Sevilla, así como a las localidades vecinas de Salinas, Villanueva del Trabuco y Villanueva del Rosario. Otras líneas operan todos los días excepto los sábados o domingos, conectando Archidona con Cuevas Bajas, Cuevas de San Marcos, Rute, Villanueva de Tapia y Villanueva de Algaidas.

## Monumentos y lugares de interés

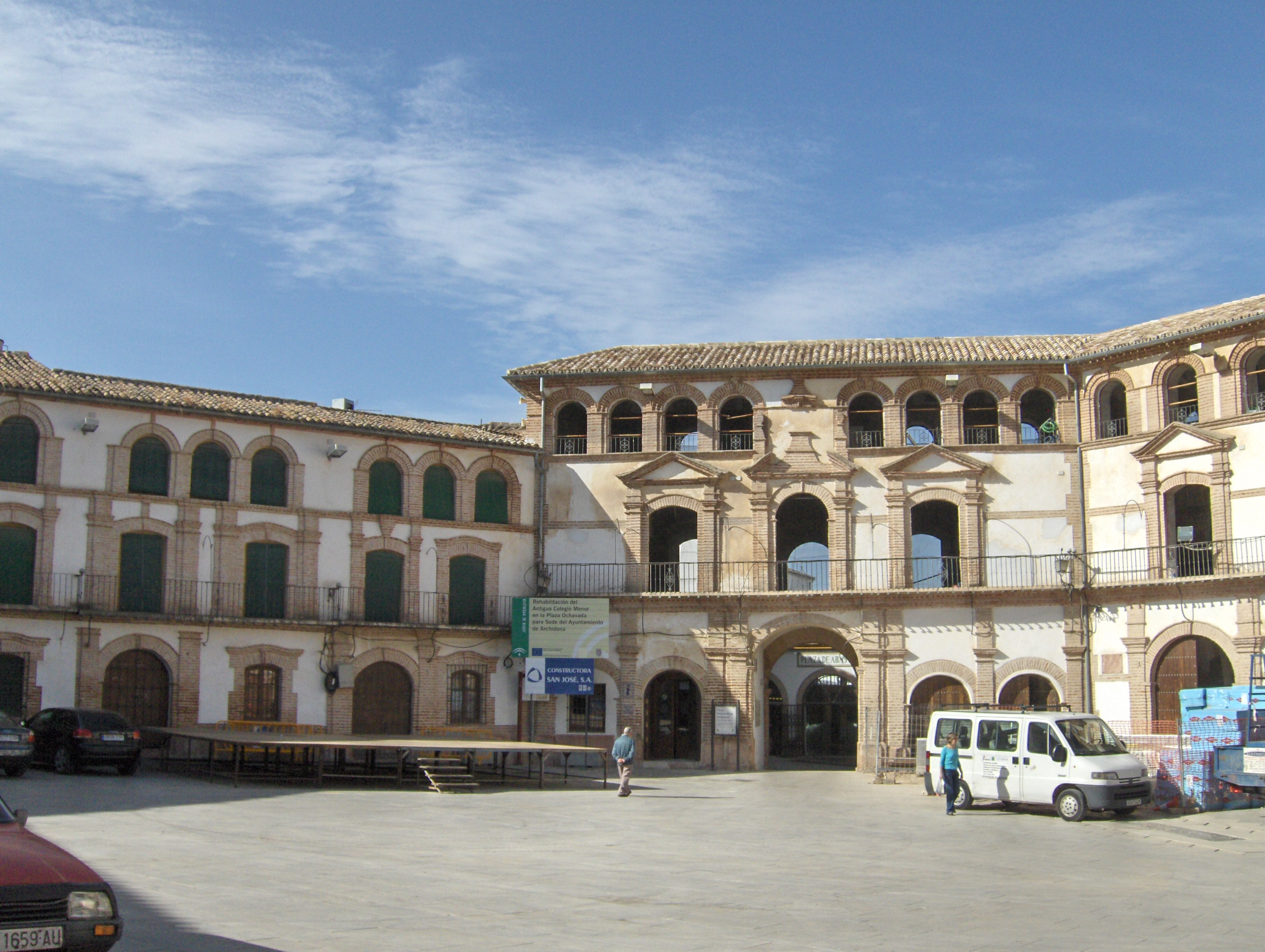
Plaza Ochavada.

### Arquitectura civil
Las principales muestras de arquitectura civil de la ciudad son los restos del castillo y las murallas defensivas, la plaza Ochavada y la Casa del Pósito. El castillo de Archidona fue construido en el siglo IX, sobre restos de murallas romanas. Fue reedificado en el siglo XIII, en tiempos del Reino Nazarí. Constaba de tres cinturones defensivos de los que solo se conservan dos en la ladera de la sierra. La plaza Ochavada está considerada como uno de los mejores ejemplos del urbanismo del barroco andaluz, fue construida en 1786 según los diseños de Antonio González Sevillano y Francisco Astorga Frías. Tiene planta octogonal y fachadas de ladrillo rojo y cal, de inspiración mudéjar. La Casa del Pósito, también conocida como "La Cilla", es un edificio de finales del siglo XVI del que destaca su portada barroca de piedra, flanqueado por escudos ducales. Fue construida para almacenar las cosechas de los duques de Osuna. Tras haber servido como sede del ayuntamiento, en la actualidad alberga el museo municipal. También es reseñable el patrimonio etnológico-arquitectónico del municipio, que conserva numerosas estructuras relacionadas con eras, hornos de pan, caleras, pozos, fuentes, almazaras, molinos de harina y caseríos.

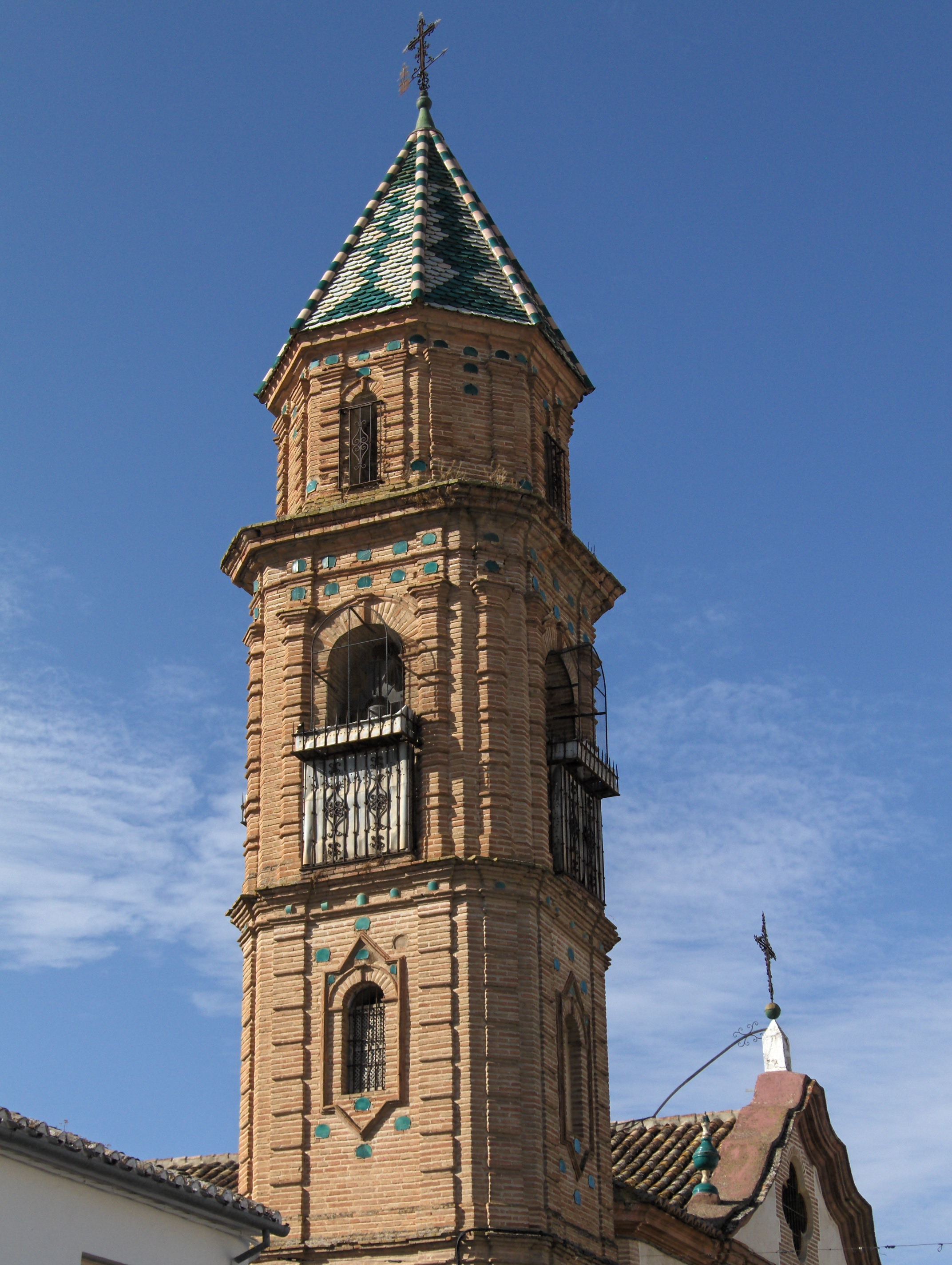
Torre del convento de las Mínimas.

### Arquitectura religiosa
Más numerosos son los ejemplos monumentales de arquitectura religiosa. La ermita de la Virgen de Gracia fue levantada en 1462 sobre una antigua mezquita de los siglos IX y X de la que se conservan los tramos iniciales de las naves con columnas de origen romano y visigodo y otros restos en la entrada el santuario. Fue reformada en los siglos XVII y XVIII con la construcción de un patio porticado adicional. Guarda una pintura anónima de estilo italo-gótico del siglo XV. Otra ermita de interés es la de San Antonio, edificio del siglo XVIII de tipología vernácula, situada en el cementerio decimonónico.
La iglesia de Santa Ana fue construida en 1505. Fue el primer templo de la villa baja tras la conquista cristiana. Fue modificada en el siglo XIX, pero aún conserva su torre triangular y otros elementos gótico-tardíos. De la iglesia de la Victoria destaca su fachada manierista rematada con una espadaña de ladrillo. Esta iglesia formó parte de un antiguo convento del siglo XVI, hoy desaparecido. La iglesia de Jesús Nazareno consta de una sola nave con bóveda de cañón y vanos trebolados. Fue construida a finales del siglo XVII junto a las Escuelas Pías, edificio que destaca por su portada de piedra y la torre del reloj.
El convento de Santo Domingo es el convento más antiguo de la villa, fundado por el conde de Ureña en 1531. Organizado en torno a un patio central, tiene una sobria portada al estilo dominicano. El otro convento que se conserva es el convento de las Mínimas. La iglesia de este convento data del siglo XVIII y destaca por su portada barroca y su torre poligonal de ladrillo rojo y capitel en cerámica policromada blanca y verde.

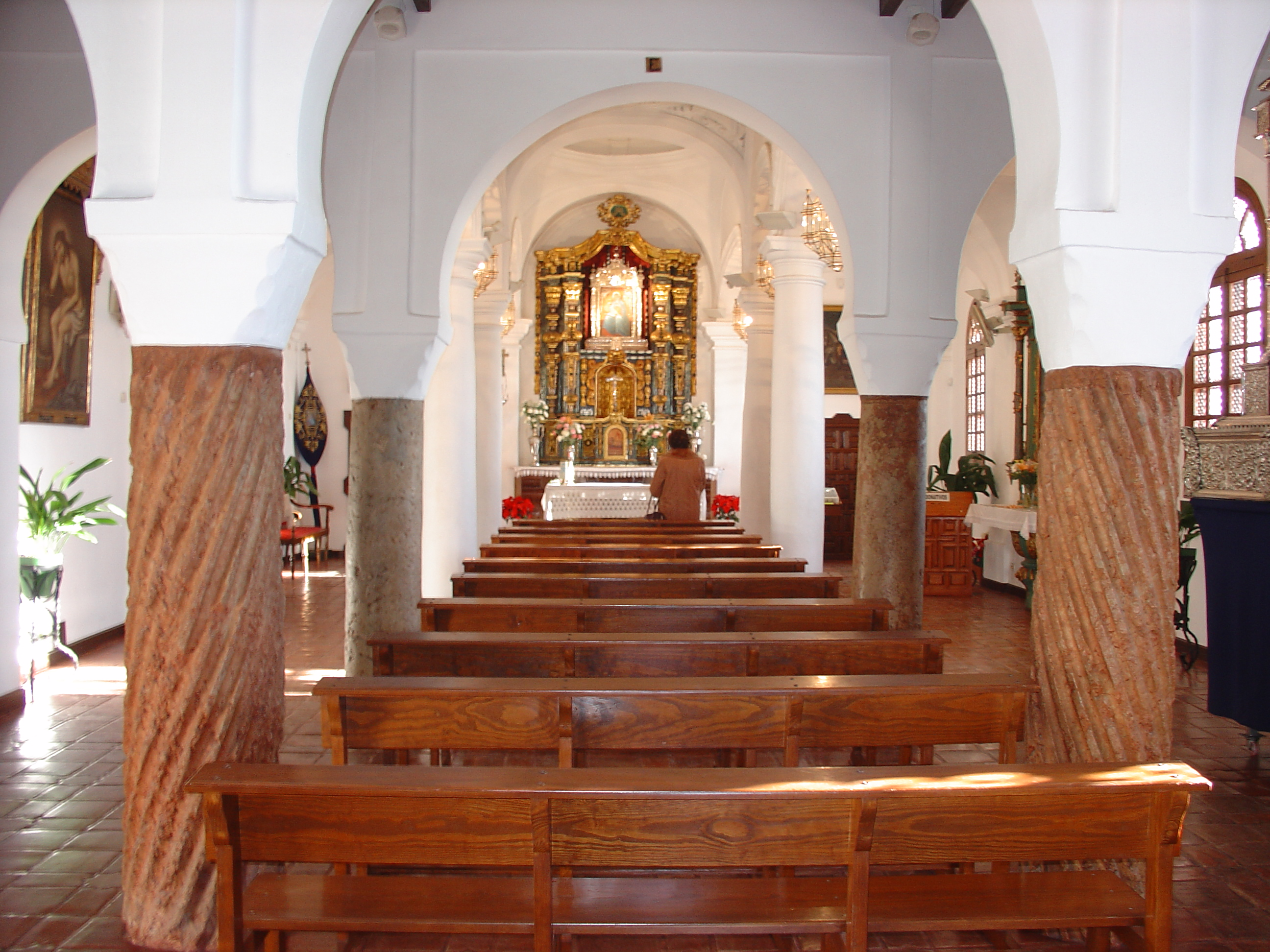
Interior de la ermita de Gracia, con columnas romanas y visigodas.

### Yacimientos arqueológicos
Los yacimientos arqueológicos del municipio corresponden a distintas etapas de la historia de Archidona. Los más antiguos son los de la cueva de Las Grajas, los abrigos de la Escardadera y las terrazas del Guadalhorce a su paso por Huertas del Río, que contienen muestras de la existencia de cazadores-recolectores del Paleolítico, como manifestaciones necrológicas y cuevas-santuario con pintura rupestre esquemática.
Los yacimientos de La Hoya, Cortijo Catalán, Cerro Borbollones y otros contienen facies protohistóricas, correspondientes al mundo indígena ibérico y los colonizadores fenicios, como prueban distintos recintos fortificados y otras muestras de cultura material. De la fase hispanorromana hay un mayor número de restos, como los de la villa romana de la Alcaidía y los del probable municipio de Ulisis. Del periodo medieval, además del propio entorno del castillo de Archidona, destaca el recinto fortificado de Las Capacheras, declarado Bien de Interés Cultural, por la abundancia de material encontrado de esta y otras épocas anteriores.

## Política y administración
La administración política de la ciudad se realiza a través de un Ayuntamiento de gestión democrática cuyos componentes se eligen cada cuatro años por sufragio universal. El censo electoral está compuesto por todos los residentes empadronados en Archidona mayores de 18 años y nacionales de España y de los restantes Estados miembros de la Unión Europea. Según lo dispuesto en la Ley del Régimen Electoral General, que establece el número de concejales elegibles en función de la población del municipio, la corporación municipal de Archidona está formada por 13 concejales.
Desde las primeras elecciones municipales celebradas tras la restauración de la democracia en España, el municipio ha estado gobernado por el Partido Socialista Obrero Español de Andalucía, excepto por la legislatura 1979-1983, que estuvo gobernado por el PSA, y las legislaturas 2007-2011 y 2011-2015 en la que se situó al frente del consistorio IULV-CA. En la legislatura 2015-2019, el Partido Socialista Obrero Español de Andalucía volvió al poder con 6 representantes del PSOE-A frente a los 5 de IULV-CA y 2 del Partido Popular Andaluz.

### Resultado de las elecciones municipales de 2023
| Candidatura     | Candidatura                              | Votos | %                             | Escaños                       |
| --------------- | ---------------------------------------- | ----- | ----------------------------- | ----------------------------- |
|                 | Partido Popular (PP)                     | 1,708 | 37,82%                        | 5                             |
|                 | Con Andalucía (Podemos-IU-MP-IdPA)       | 1,491 | 33,02%                        | 5                             |
|                 | Partido Socialista Obrero Español (PSOE) | 1,186 | 26,26%                        | 3                             |
|                 | Vox                                      | 91    | 2,01%                         | 0                             |
| Votos en blanco | Votos en blanco                          | 39    | 0.86%                         | n/a                           |
| Votos válidos   | Votos válidos                            | 4,515 | -                             | 13                            |
| Votos nulos     | Votos nulos                              | 64    | Participación: \| \| 71.84 \| | Participación: \| \| 71.84 \| |
| Votantes        | Votantes                                 | 4,579 | Participación: \| \| 71.84 \| | Participación: \| \| 71.84 \| |
| Electores       | Electores                                | 6372  | Participación: \| \| 71.84 \| | Participación: \| \| 71.84 \| |
|                 | 71.84                                    |       |                               |                               |

| Periodo   | Nombre                           | Partido |
| --------- | -------------------------------- | ------- |

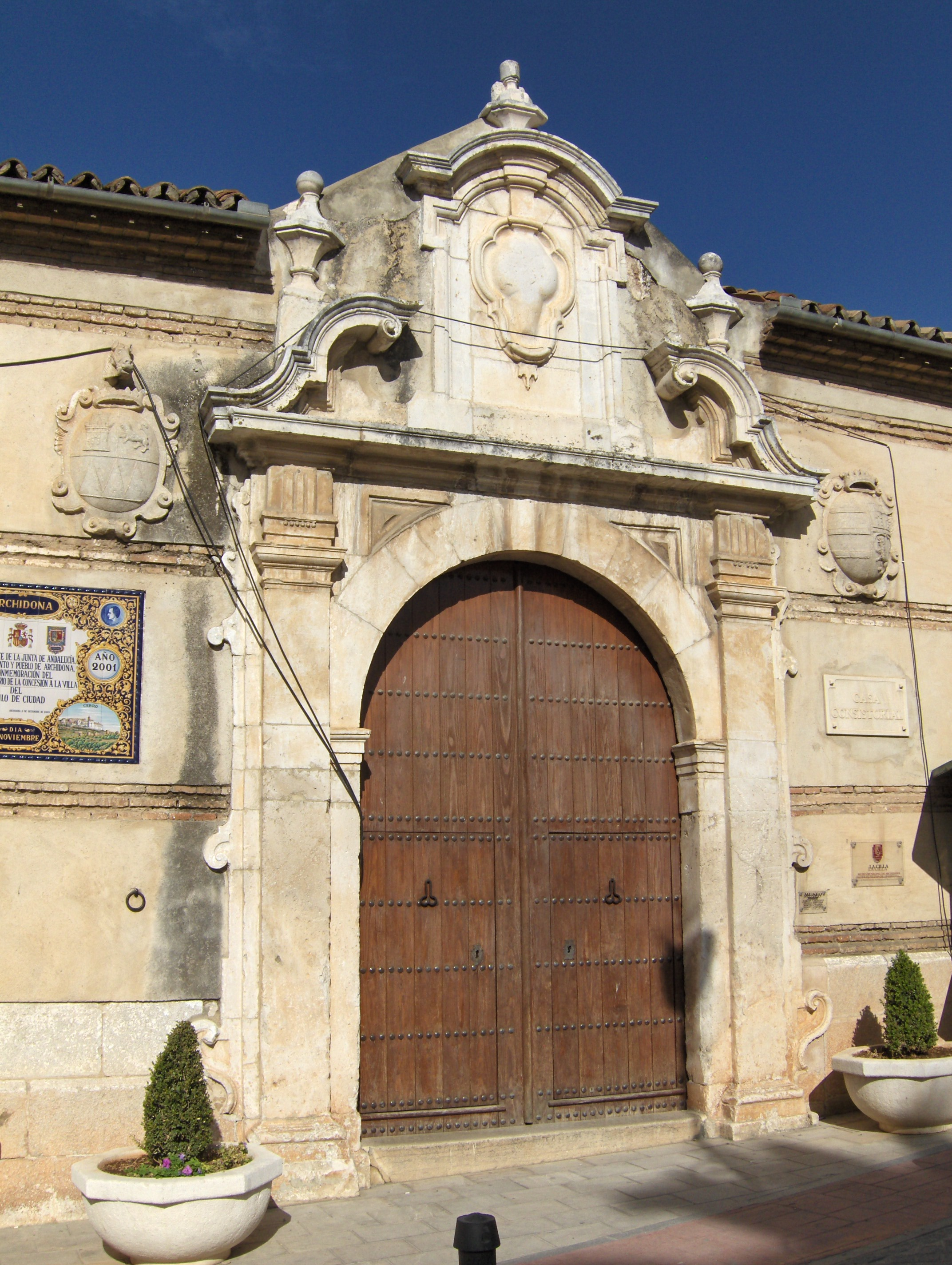
Portada del edificio de la Cilla o Casa del Pósito, antiguo ayuntamiento de Archidona y sede del museo municipal

| 1979-1983 | José Luis Solís Sánchez-Lafuente | PSA     |
| 1983-1987 | José Luis Solís Sánchez-Lafuente | PSOE    |
| 1987-1991 | José Luis Solís Sánchez-Lafuente | PSOE    |
| 1991-1995 | Manuel Arjona Santana            | PSOE    |
| 1995-1999 | Manuel Arjona Santana            | PSOE    |
| 1999-2003 | Manuel Arjona Santana            | PSOE    |
| 2003-2007 | Manuel Sánchez Sánchez           | IU      |
| 2007-2011 | Manuel Sánchez Sánchez           | IU      |
| 2011-2015 | Manuel Sánchez Sánchez           | IU      |
| 2015-2019 | Mercedes Montero Frías           | PSOE    |
| 2019-2023 | Mercedes Montero Frías           | PSOE    |
| 2023-act. | Manuel Almohalla                 | PP      |

### Administración judicial
Archidona es la cabeza del partido judicial número 11 de la provincia de Málaga, cuya demarcación comprende a la ciudad y a otros seis municipios vecinos, atendiendo a una población de unos 30 000 habitantes en un juzgado de primera instancia.

## Símbolos
Los símbolos oficiales de Archidona son su bandera y su escudo.
- El escudo fue aprobado por la Junta de Andalucía el 14 de enero de 2005 y se define por la siguiente descripción:[36]

"Sobre campo de gules un castillo de plata y en su puerta una dama sentada, con cabeza coronada, vestida de época, gola al cuello, manto floreado y una armadura, en azul con realces de oro, que cubre su torso y sus brazos. Sobre el pecho de la matrona las armas de los Girones de segunda generación. En su mano diestra una espada desenvainada y en ristre, y en la siniestra un manojo de espigas de trigo. En el cantón siniestro del jefe un sol de oro figurado. Dama y castillo se asientan, en perspectiva, sobre un paisaje campestre que ocupa la barba del escudo, constituido por una amplia franja de tierra en tonos verdes y una franja inferior aparentemente de agua, en azul, mucho más estrecha. Como timbre, sobre el todo, corona abierta: círculo de oro guarnecido de pedrería y realzado con ocho florones (visibles en el frontal tres enteros y dos medios en los laterales), interpolados de perlas levantadas sobre pequeñas puntas (visibles en el frontal, cuatro)."

- La bandera fue aprobada el 30 de noviembre de 2004 y tiene la siguiente descripción:

"Bandera rectangular como las tradicionales. Partida de Sinople y Blanco, cargada con el escudo Local."

La bandera descrita como rectangular como las tradicionales se refiere a rectangular, de proporciones 3:2. Partida, al tener una división vertical, de verde, que es el color vexilológico correspondiente al sinople en heráldica y blanca. En la descripción no se define el ancho de las dos partes, por lo que debería ser igual, pero el ayuntamiento utiliza una versión en la que la parte verde es bastante más estrecha que la blanca.

## Cultura

### Equipamiento cultural
El equipamiento cultural de Archidona está compuesto por una casa de la cultura, una casa de usos múltiples, dos bibliotecas públicas y un museo municipal. El Museo Municipal de Archidona fue inaugurado el 19 de diciembre de 2004. Consta de tres salas temáticas dedicadas a: la "Memoria Histórica" (sala 1), donde se desarrolla la secuencia histórica del municipio; la "Memoria Colectiva" (sala 3), de contenido etnográfico; y la llamada "Sala de la Villa" (sala 2), que acoge actos protocolarios y exhibe objetos y documentos del patrimonio consistorial.

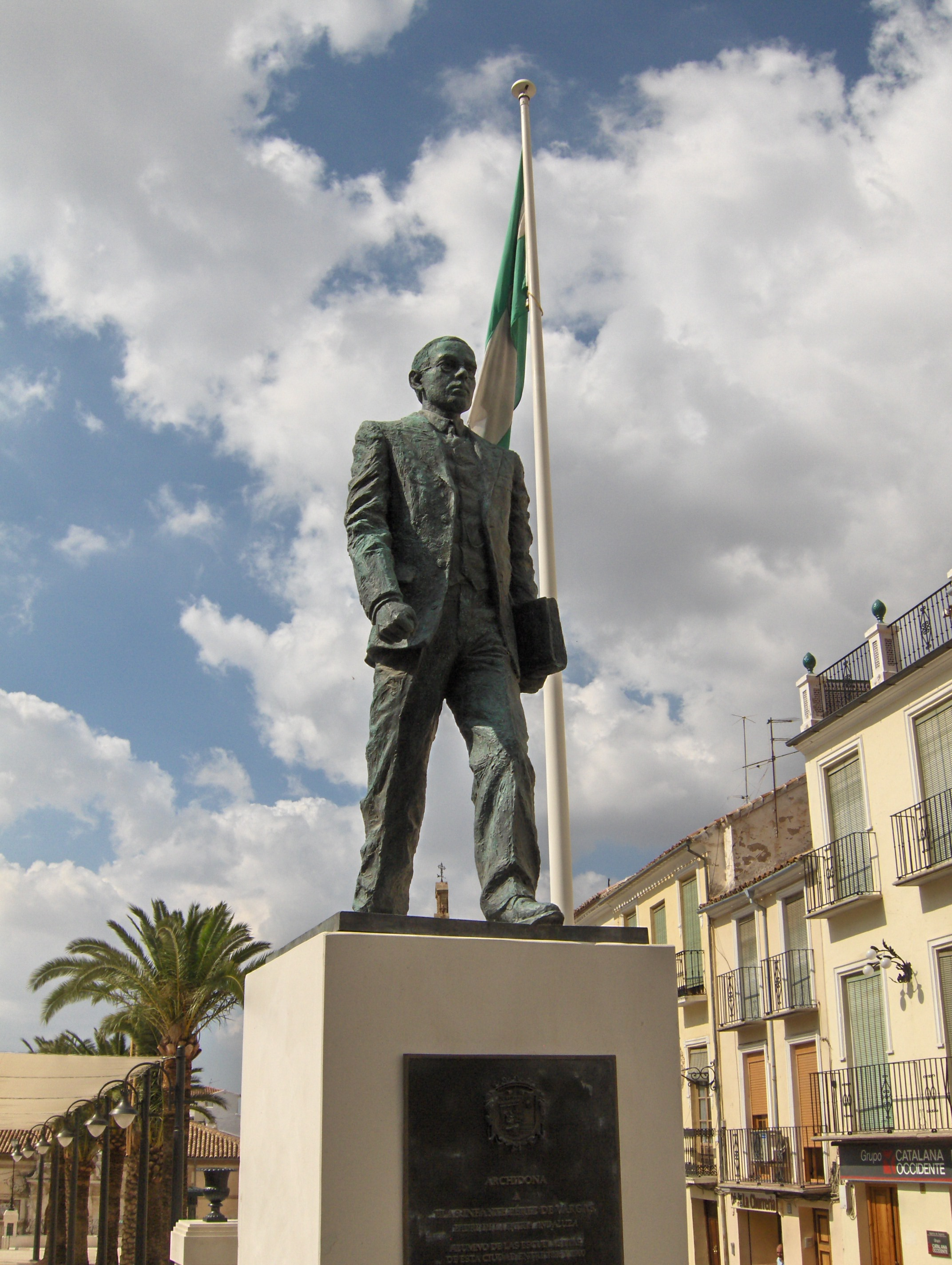
Monumento a Blas Infante, que estudió en la ciudad. En su honor se entrega anualmente el "Premio Joven Blas Infante" a las obras de difusión de su figura y pensamiento.

### Eventos culturales
La Feria del Perro, organizada por primera vez en 1993, está declarada Fiesta de Interés Turístico Nacional por la Junta de Andalucía. Debe su origen a la intención de recuperar una antigua feria de ganado perdida por la mecanización del campo. Es una de las muestras caninas más importantes de la península ibérica y un notable escenario para las razas de España, especialmente para el podenco andaluz.
A las artes literarias están dedicados el certamen poético Ciudad de Archidona, en el que se premian poemas inéditos, en castellano o en cualquiera de las lenguas o dialectos del Estado español, y el Concurso de Relato Corto Ochavada, en el que se premian relatos inéditos de tema libre. La feria del libro tiene lugar durante el mes de abril y cada año se dedica a una faceta distinta del mundo de la literatura. Además de las tradicionales casetas, en la localidad se organizan una serie de actividades como conferencias, talleres y exposiciones.

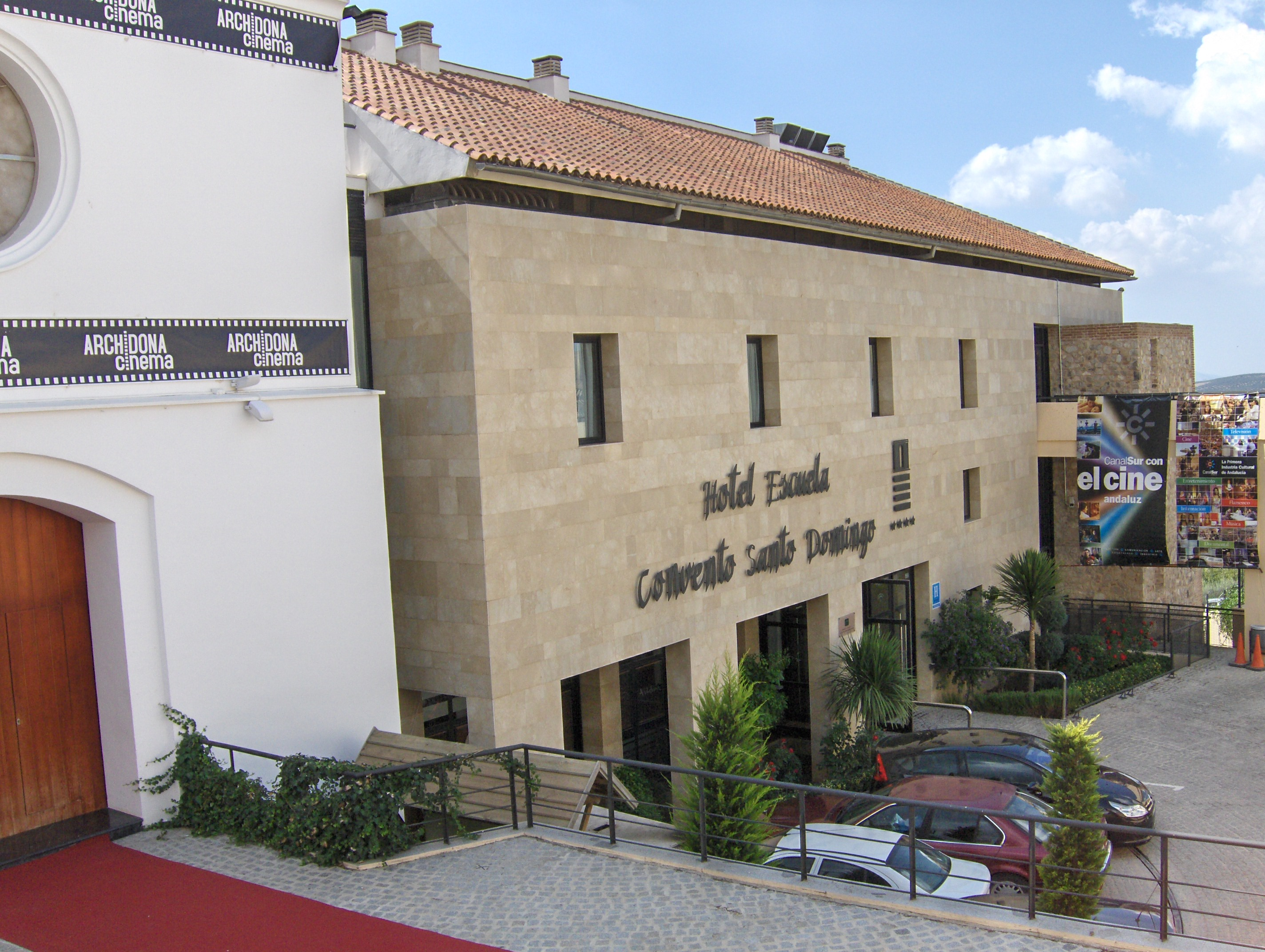
El convento de Santo Domingo durante el festival Archidona Cinema.

Otros eventos importantes son el festival Archidona Cinema o Muestra de cine andaluz y del Mediterráneo, que se desarrolla durante el mes de octubre en el antiguo Convento de Santo Domingo, y la Fiesta del Patrimonio, celebrada dentro del ciclo cultural de otoño, se trata de la participación de la ciudad en las Jornadas Europea del Patrimonio. Cada edición está dedicada a un tema monográfico con el que se profundiza en el conocimiento de algún aspecto del patrimonio histórico y cultural de Archidona. Por último cabe mencionar los Festivales de la Plaza, eventos musicales celebrados en la plaza Ochavada como el antiguo Festival de la Porra Flamenca o el Festival de Música y Bailes del Mundo.

### Fiestas populares
El calendario festivo de Archidona comienza el 20 de enero con la celebración del carnaval, que se caracteriza por los llamados jueves de comadres, jueves de compadres y jueves de padres e hijos, reuniones en los que se comparten meriendas y los preparativos previos a las fiestas. También tienen lugar el juego del Corro de los Cántaros y el Entierro de la Sardina.
El 2 de febrero tiene lugar la candelaria, tradición ampliamente extendida en toda Andalucía. Este ritual purificador del fuego está relacionado, en el mundo cristiano, con la Purificación de la Virgen. En Archidona, la fiesta de la Candelaria se remonta al siglo XVI: en 1586 se menciona en las ordenanzas de la villa. Durante la fiesta, se realiza una ofrenda de tortas y pichones a la Virgen, en la iglesia de Santa Ana, la cual salía en procesión desde la ermita de la Columna, hoy desaparecida, hasta su parroquia. El día siguiente, el 3 de febrero, se celebra el día de San Blas. En esta fiesta los niños y niñas archidoneses se cuelgan al cuello collares de roscos, evocando la protección del Santo ante los males de garganta.
La Semana Santa en Archidona está declarada fiesta de interés turístico nacional y tiene una antigüedad de cerca de 500 años. Procesionan seis cofradías, donde destaca por su antigüedad y patrimonio la Muy Antigua Cofradía del Huerto. También se celebran con procesiones la fiesta de las Cruces de Mayo, en la que niños y niñas portan sus cruces por las calles de la ciudad y posteriormente compiten por premios, y el día de la oruga, también celebrada en mayo, cuya procesión se lleva a cabo en el recinto amurallado. El origen de esta fiesta se remonta a 1743, cuando, según la leyenda, la patrona hizo desaparecer una plaga de orugas que asolaba los campos de la comarca.
En mayo, en las localidades de Huertas del Río y Salinas se organiza la romería de San Isidro.
Durante el mes de julio, en Estación de Archidona, se celebran las fiestas de San Aurelio, amenizadas con actividades deportivas y culturales y un concurso de macetas.
La Feria de Agosto tiene lugar entre los días 14 y 18 e incluye actuaciones musicales, degustación de la porra archidonesa, paseo de caballos, verbena, atracciones, puestos de feria, etc. También se convoca el nombramiento de las corregidoras, el pregón y la entrega de premios del Certamen Poético "Ciudad de Archidona".

### Artesanía
En Archidona se producen de forma artesanal artículos de caña, mimbre, forja, fragua y taracea.

### Gastronomía

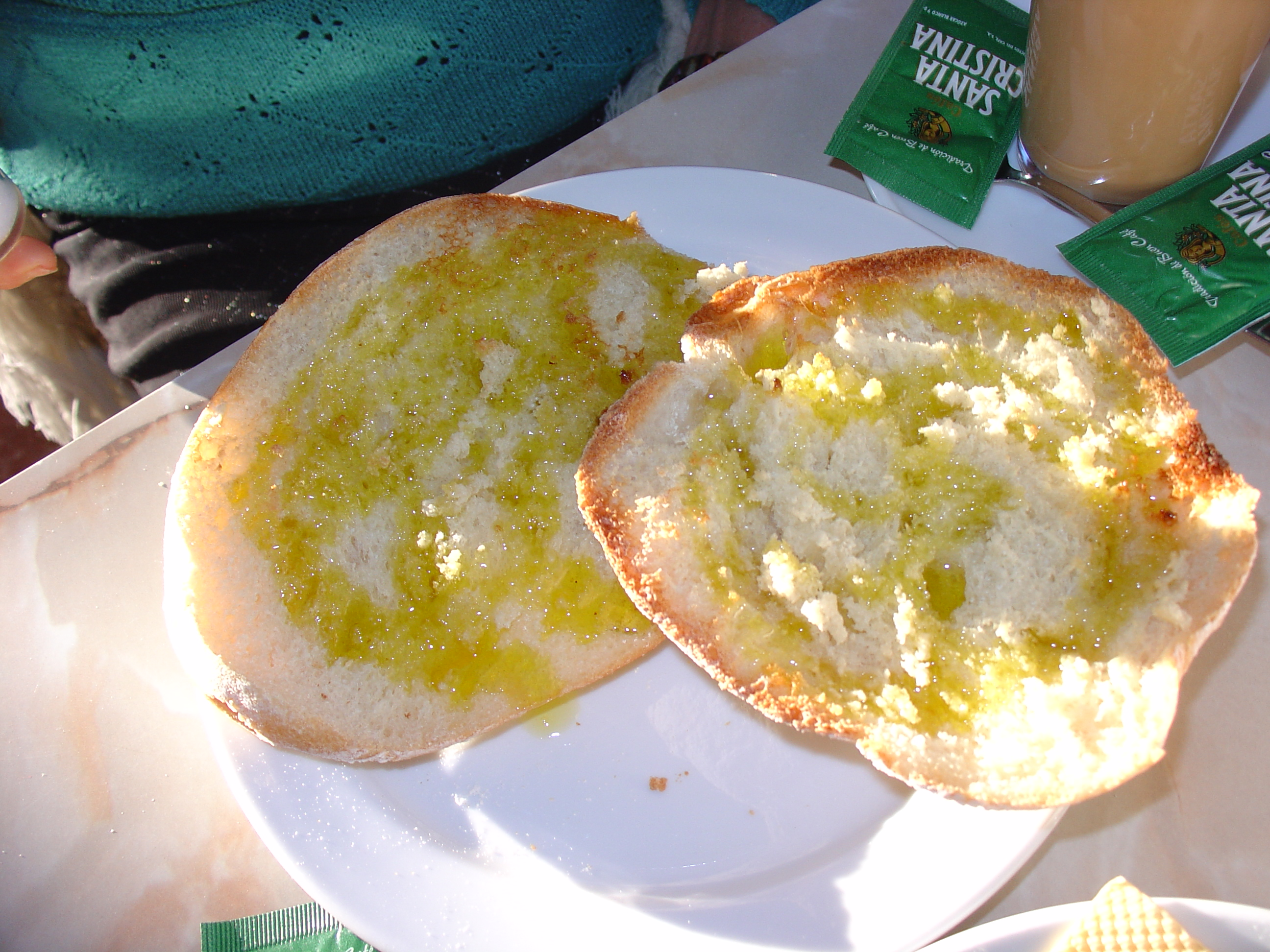
Mollete con aceite de oliva.

Son platos típicos de Archidona el mollete de Archidona, la porra archidonesa, la olla o cocido, el guisado de patas, el gazpacho, el ajoblanco, el pimentón, el guisillo de huevo, el gazpachuelo, las migas, los maimones, las papanduhas de bacalao, la cazuelilla moruna, la caldereta de borrego y el escabeche de pescado. Asimismo, es muy típico el aceite de oliva de la zona. En lo referente a repostería, son afamados los dulces de las monjas Mínimas, así como el rosco de medio punto, los aceitaos, el bollo de manteca, los pestiños y las gachas de mosto.
Mención aparte merece el queso de cabra de la finca Cantarín, incluido en el catálogo de productos tradicionales de la Unión Europea. Hecho de forma artesanal y natural y exclusivamente con leche de cabra malagueña, sus productores aspiran a obtener la categoría de denominación de origen, junto con otras queserías, en 2010.

## Deporte
Las instalaciones deportivas de Archidona están distribuidas por varias zonas del municipio, en primer lugar encontramos el polideportivo municipal Fernando Rodríguez que se encuentra en la zona del barrio de San Antonio y al cual se le han unido dos pistas de pádel descubiertas. En la zona del Molino don Juan encontramos otra serie de instalaciones entre las cuales se hallan la piscina municipal cubierta, dos pistas de tenis y otra pista polideportiva al aire libre. En las barriadas de las Huertas del Río y la estación de Salinas podemos encontrar también una pista polideportiva descubierta en las cuales se pueden practicar deportes como el fútbol o el baloncesto.
A lo largo del año se organizan una serie de competiciones deportivas locales y comarcales, como campeonatos de fútbol sala, las 12 Horas de Baloncesto, un torneo de tenis de mesa, la carrera ciclista comarcal, la carrera urbana del Día de Andalucía, el torneo vóley-plaza, torneos de ajedrez, un circuito de natación, etc.

## Ciudades hermanadas
Archidona está hermanada con la ciudad de Lucena (provincia de Córdoba) desde 1995, año en que se celebró el 400 aniversario de la muerte de Luis Barahona de Soto, escritor nacido en Lucena y afincado en Archidona, lugar donde falleció.

## Archidona en la ficción
Archidona es el escenario de la película La insólita y gloriosa hazaña del cipote de Archidona, dirigida por Ramón Fernández en 1979 y basada en la obra homónima de Camilo José Cela, que a su vez se basó en hechos reales ocurridos algunos años antes. Cuenta la historia de dos jóvenes obligados a casarse tras provocar un escándalo en un cine, exponiendo la represión sexual de los últimos años del franquismo.